# Bernard J. Matkowsky
Bernard J. Matkowsky (* 19. August 1939 in New York City; † 11. Juni 2020) war ein US-amerikanischer Mathematiker, der sich mit Differentialgleichungen (partiellen und gewöhnlichen) und deren Anwendungen zum Beispiel bei Verbrennungsprozessen befasste.

## Werdegang
Matkowsky studierte am City College of New York mit dem Bachelor-Abschluss 1960 sowie an der New York University mit dem Master-Abschluss in Elektrotechnik 1961 und in Mathematik 1963 und wurde 1966 bei Joseph B. Keller an der New York University (Courant Institute) promoviert (Asymptotic Solution of Partial Differential Equations in Thin Domains). Ab 1966 war er Professor am Rensselaer Polytechnic Institute und ab 1977 Professor für angewandte Mathematik und Mechanik (Mechanical Engineering) an der Northwestern University, an der er ab 1990 John Evans Professor war.
1972/73 und 1980 war er Gastprofessor in Tel Aviv, 1976 und 1980 am Weizmann-Institut und er war Berater des Argonne National Laboratory, des Sandia National Laboratory, der Exxon Research Corporation und des Lawrence Livermore National Laboratory. 1982/83 war er Guggenheim Fellow und 1972/73 Fulbright Hays Fellow.
Er befasste sich mit asymptotischen und störungstheoretischen Methoden für partielle und gewöhnliche Differentialgleichungen, nichtlinearer Stabilitätstheorie und Bifurkationen, stochastischen Differentialgleichungen und Anwendungen auf Hydrodynamik, Elastizitätstheorie, Flammenausbreitung, Verbrennung, Musterbildung und nichtlinearer Dynamik (zum Beispiel Brusselator, dem von Ilya Prigogine und Mitarbeitern an der Freien Universität Brüssel entwickelten Modell einer autokatalytischen Reaktion). Er untersuchte unter anderem Verbrennung in porösen Körpern (Filtration combustion), gaslose Festkörperverbrennung (mit der in Russland entwickelten Self propagating high temperature synthesis (SHS)), zelluläre Flammen, Übergang vom Glimmen und Schwelen zur Flamme.
2017 hielt er die John von Neumann Lecture. Er war Fellow der SIAM, der American Physical Society, der American Academy of Mechanics und der American Association for the Advancement of Science.
Er war im Herausgebergremium der Springer-Reihe Applied Mathematical Sciences und war 1976 bis 1995 Herausgeber des SIAM J. Appl. Math., 1979 bis 1999 von Wave Motion und 1993 bis 2002 des J. Materials Synthesis & Processing, 1990 bis 1996 des European J. of Applied Mathematics, 1992 bis 1997 von Random and Computational Dynamics und 1993 bis 2002 des J. Math. Synth. & Proc. Außerdem war er Herausgeber der SIAM Monographs on Mathematical Modeling & Computation.
1965 heiratete er Florence Knobel und hatte mit ihr drei Kinder.

## Schriften (Auswahl)
- mit A. P. Aldushin: Instabilities, Fingering and the Saffman-Taylor Problem in Filtration Combustion, Comb. Sci. & Tech. 133, (1998), S. 293–344
- mit A. Bayliss, A. Golovin, A. Nepomnyashchy: Coupled KS-CGL and Coupled Burgers-CGL Equations for Flames Governed by a Sequential Reaction, Physica D. 129, (1999), S. 253–298[4]
- mit A. P. Aldushin: Rapid Filtration Combustion Waves Driven by Convection, Combustion Science & Tech. 140, (1999), S. 259–293.
- mit A. P. Aldushin, A. Bayliss: Dynamics in Layer Models of Solid Flame Propagation, Physica D 143 (2000), S. 109–137
- mit A. Golovin, A. Nepomnyashchy: Traveling and Spiral Waves for Sequential Flames with Translation Symmetry: Coupled CGL-Burgers Equations, Physica D 160 (2001) S. 1–28
- mit A.P. Aldushin, K.G. Shkadinsky, G.V. Shkadinskaya, V.A. Volpert: Mathematical Modeling of SHS Processes, Kapitel 7 in: Comb. Sci. and Tech. vol 5: Self-Propagating High-Temperature Synthesis of Materials., Eds. A. Borisov, L. DeLuca, A.G. Merzhanov, Taylor and Francis 2002
- mit A. Bayliss: A World of SHS Wave Modes, Kapitel 8 in: Comb. Sci. and Tech. vol 5: Self-Propagating High-Temperature Synthesis of Materials., Eds. A. Borisov, L. DeLuca, A.G. Merzhanov, Taylor and Francis 2002
- mit A. Bayliss, A. P. Aldushin: Dynamics of Hot Spots in Solid Fuel Combustion, Physica D 166 (2002) S. 104–130
- mit C. W. Wahle, A. P. Aldushin: A Complex Swift-Hohenberg Equation Coupled to the Goldstone Mode in the Nonlinear Dynamics of Flames, Physica D 179 (2003) S. 183–210
- mit C. W. Wahle, A. P. Aldushin: Effects of Gas-Solid Nonequilibrium in Filtration Combustion, Combustion Science & Tech. 175 (2003) S. 1389–1499
- mit A.G. Class, A.Y. Klimenko: A Unified Model of Flames as Gasdynamic Discontinuities, J. Fluid Mech. 491 (2003) S. 11–49
- mit A.G. Class, A.Y. Klimenko: Stability of Planar Flames as Gasdynamic Discontinuities, J. Fluid Mech. 491 (2003) S. 51–63
- mit A. P. Aldushin, A. Bayliss: On the Transition from Smoldering to Flaming, Combustion & Flame, 145, (2006) S. 579–606